# Discographie d'Aldo Romano
Cette page, qui décrit la discographie d'Aldo Romano, batteur et chanteur de jazz, est un répertoire d'enregistrements sur disque (vinyle, disque compact, DVD, etc.) de sa musique.

## En tant que leader ou coleader
Singles
- 1974 : Comme Avant / Je Ne Fais Que Passer (RCA Victor)
- 1982  : Alma Latina (Owl Records) (avec Benoît Widemann)
- 1985 : Casting Cacharel (CREAM Records)

Albums
- 1978 : Il Piacere (Owl/Universal) (avec Jean-François Jenny-Clark, Michel Portal et Claude Barthélemy)
- 1980 : Night Diary (Owl Records) (Bob Malach: saxophone ; Didier Lockwood : violon.)
- 1988 : Ritual (Owl Records)
  -  : To Be Ornette To Be Ornette (Owl Records)
- 1991 : Dreams & waters (Owl Records)
- 1993 : Non dimenticar (MLP / PolyGram Music) (Paolo Fresu : trompette et bugle ; Franco D'Andrea : piano ; Furio Di Castri : contrebasse)
- 1995 : Prosodie (Verve Records) (avec Jean-Michel Pilc)
  - Palatino (Label Bleu)
- 1997 : Canzoni (Enja Records) (Aldo Romano Quartet : Furio Di Castri, Franco D'Andrea et Paolo Fresu)
- : Intervista (Verve Records)
- 1998 : Corners (Label Bleu)
- 2004 : Threesome (Universal Music France) (Danilo Rea : piano ; Rémi Vignolo : contrebasse)
  -  : The Jazzpar Prize (Enja Records)
- 2005 : Chante (Dreyfus Jazz) (avec Carla Bruni)
- 2007 : Etat de fait (Dreyfus Jazz)
- 2008 : Just Jazz (Vidol) (Géraldine Laurent : saxophone ; Mauro Negri : clarinette ; Henri Texier : contrebasse)
- 2009 : Because of Bechet (Verve Records/Universal Music Group) (Aldo Romano : batterie (5-10-11-12), drum-sampling, basse (2-6), claviers (2-3-4-6-7), guitare (4-7-8) ; Michel Benita (3-8) et Olivier Sens : contrebasses ; Nico Morelli : piano (1-8) ; Emmanuel Bex : orgue ; Emanuele Cisi : clarinette, saxophones soprano et ténor ; Francesco Bearzatti : saxophones soprano et ténor ; Giorgia Fiorio: récitation (7) ; Naab : drum-sampling)
- 2010 : Origine[1] (Dreyfus Jazz) (Lionel Belmondo : arrangements ; Eric Legnini : piano ; Jérome Voisin : clarinettes ; Philippe Gauthier : flûte ; Géraldine Laurent : saxophone)
  -  : Complete Communion To Don Cherry (Dreyfus Jazz) (avec Henri Texier, Géraldine Laurent et Fabrizio Bosso)
- 2011 : Inner Smile (Dreyfus Jazz)
- 2014 : Liberi Sumus '(Le Triton) (avec Vincent Lê Quang et Henri Texier)
- 2017 : Mélodies En Noir & Blanc (Le Triton)
- 2020 : Reborn (Le Triton)

Compilations
- 2005 : Il Cammino (Musica Jazz)

## En tant que sideman
Avec Jean Ledrut
- 1962 : Jazz Hallucination, Adagio Slow et Sentimental Slow (Philips), dans Le procès[2] (avec Martial Solal et Darryl Hall)

Avec Don Cherry
- 1965 : Togetherness (Cicala)

Avec Giorgio Gaslini
- 1966 : Nuovi Sentimenti (Don Cherry et Enrico Rava :  trompette ; Steve Lacy : saxo soprano ;  Gianni Bedori : saxo alto, flûte ; Gato Barbieri : saxo tenor ; Kent Carter et Jean-François Jenny-Clark : basse;  Aldo Romano et Franco Tonani : batterie)

Avec Steve Lacy
- 1966 : Jazz Realities (Fontana Records) (avec Carla Bley et Michael Mantler)
  -  : Disposability (RCA Italiana)
  -  : Sortie (GTA, GT LP 1002) (avec Enrico Rava et Kent Carter)
- 1969  : Epistophy (BYG Actuel)

Avec le Rolf et Joachim Kühn Quartet
- 1967  : Impressions of New York (Impulse!)

Avec Giorgio Azzolini
- 1968 : Crucial Moment (Car Juke Box)

Avec François Jeanneau
- 1975 : The Paris Quartet (Horo Records) (avec François Jeanneau, Michel Graillier et J.-F. Jenny-Clark)[note 1]

Avec  Jean-François Jenny-Clark
- 1977 : Divieto Di Santificazione (Horo Records)

Avec Enrico Rava
- 1978 : Enrico Rava Quartet (ECM) (avec Enrico Rava, J.F. Jenny-Clarke et Roswell Rudd)

Avec Gordon Beck
- 1979 : Sunbird (JMS/Cream Records) (Gordon Beck: piano et piano électrique Fender ; Allan Holdsworth : guitares électrique et acoustique, violon amplifié ; Jean-François Jenny-Clark : basse)

Avec John Carter
- 1980: You Better Fly Away (Clarinet Summit) (avec John Carter, Perry Robinson, Theo Jörgensmann, Didier Lockwood, Eje Thelin, Jean-François Jenny-Clark)

Avec le Quintet René Urtreger
- 1980 : En Direct D'Antibes (Carlyne Music) (avec Jean-Louis Chautemps, Jean-François Jenny-Clark, Éric Le Lann)

Avec Michel Petrucciani
- 1980 : Flash (Bingow Records)
- 1981 : Michel Petrucciani (album) (OWL Records)
- 1982 : Estate (IRD)
- 1991 : Playground (Blue Note Records)
- 2000 : Days Of Wine And Roses (The Owl Years 1981-1985) (Owl Records) (2 CD)[note 2]

Avec Michel Grailler
- 1982  : Dream Drops (OWL Records)

Avec Philip Catherine
- 1986 : Transparence (Inakustik) (avec Hein Van de Geyn, Diederik Wissels et Michel Herr)
- 1988 : September Sky (September)
- 1991 : New Musette (Label Bleu) (avec Pierre Michelot, Jean-Charles Capon et Richard Galliano)

Avec Éric Barret et Henri Texier
- 1988 : Album (Carlyne Music)

Avec Chet Baker, René Urtreger et Pierre Michelot
- 1989 : Chet Baker, René Urtreger, Aldo Romano, Pierre Michelot (Carlyne)

Avec Hein Van de Geyn et Franco d'Andrea
- 1989 : Volte (Owl Records)

Avec  Steve Kuhn et Miroslav Vitouš
- 1990 : Oceans In The Sky (OWL Records)

Avec Doudou Gouirand, Bobo Stenson et Palle Danielsson
- 1990 : La Nuit De Wounded Knee (Blue Line Productions)

Avec Joe Lovano
- 1990 : Ten Tales (Owl Records)

Avec Ron Mc Clure et John Abercrombie
- 1991 : Yesterday's Tomorrow (European Music Productions)

Avec Gérard Marais et Emmanuel Bex
- 1992 : Poisson Nageur (Bleu Citron)

Avec Pietro Tonolo et Henri Texier
- 1993 : Tresse (Splasc(h) Records)

Avec Stefano Battaglia et Paolino Dalla Porta
- 1994 : Bill Evans Compositions 2 vol.[note 3] (Splasc(h) Records)

Avec Gérard Pansanel
- 1994 : Calypso (Owl Records) (avec Doudou Gouirand, Michel Benita et Antonello Salis)

Avec Louis Sclavis et Henri Texier
- 1995 : Carnet de routes (Label Bleu) (Louis Sclavis : clarinette, saxophone soprano ; Henri Texier : contrebasse)[3],[4],[note 5]
- 1999 : Suite africaine (Label Bleu) (Louis Sclavis : clarinette, saxophone soprano ;  Henri Texier : contrebasse)[5]
- 2005 : African Flashback (Label Bleu) (Louis Sclavis: clarinette, saxophone soprano ; Henri Texier : contrebasse)[6]
- 2012 : 3+3 (Label Bleu) (Louis Sclavis : clarinette, saxophone; Henri Texier : contrebasse ; Bojan Z : piano ; Nguyên Lê : guitare)

Avec Steve Kuhn et Steve Swallow
- 1998 : Childhood Is Forever (Charly Records)

Avec Michel Benita, Glenn Ferris et Paolo Fresu
- 1998 : Palatino Tempo (Label Bleu)
- 2011 : Back in Town (Label Bleu) (live)
Avec Flavio Boltro
- 2005 : Aldo Romano chante (Dreyfus Jazz)

Avec Rémi Vignolo
- 2006 : Flower Power (Naïve Records) (avec Baptiste Trotignon)

Avec Alessio Menconi et Luca Mannutza
- 2010 : Adventures Trio (Abeat For Jazz)

Avec Emmanuel Bex et Philip Catherine
- 2019 : La belle vie (Sunset/L'Autre Distribution)

### Musiques pourClaude Nougaro
- 1981 : Visiteur et L'amour meurt jeune, dans l'album Chansons nettes (Disques Barclay)
- 1983  : Muses, Eugénie, Venise, Papillons de nuit et La vie c'est beau va, dans l'album Ami chemin (Disques Barclay)
- 1991 : Rimes dans l'album Une voix dix doigts (Philips/Phonogram)
- 1997 : Allez les verts dans l'album L'Enfant phare (Philips/Mercury)
- 2004 : Eau douce et Les chenilles dans l'album La Note bleue[note 6] (Blue Note)

### Musiques pour film
- 1962 : Le Procès d'Orson Welles. Musique : Jean Ledrut (Philips)[7]
- 1982 : T'empêches tout le monde de dormir. Musique : Jean-Pierre Mas, Aldo Romano et Cesarius Alvim. La samba des prophètes est chanté par Claude Nougaro, (auteurs : C. Nougaro et A. Romano)
- 1983 : Les Veufs
- 1989 : Embrasse-moi. Musique: Aldo Romano
- 1998 : Le Goût des fraises

## Aldo Romano. Classement en France
| Titre                                                         | Entrée     | Top | Semaines | Note  |
| ------------------------------------------------------------- | ---------- | --- | -------- | ----- |
| Aldo Romano chante                                            | 21/01/2006 | 102 | 5        |       |
| Just Jazz (avec Henri Texier, Geraldine Laurent, Mauro Negri) | 24/05/2008 | 116 | 4        |       |
| Origine                                                       | 23/01/2010 | 135 | 4        |       |
| Inner Smile                                                   | 10/09/2011 | 117 | 3        | [ 8 ] |